# 스웨덴인
스웨덴인(-人)은 스웨덴 국적을 가진 사람들을 지칭하거나, 스웨덴어를 모어로 사용하며 북유럽 스칸디나비아반도에 기원을 두고 있는 노르드계 민족을 지칭한다. 스웨덴에는 사미인 같은 소수민족들이 존재하므로, 보통 스웨덴인이라는 표현은 스웨덴 민족을 가리키는 표현으로 사용되는 경우가 많다.

## 개요
스웨덴인은 주로 스웨덴과 핀란드의 올란드 제도, 노르웨이 등에 살고 있다. 종교적으로는 상당수가 16세기 종교개혁 이후 등장한 루터교의 종파인 스웨덴 교회에 소속되어 있다.

## 같이 보기
- 스웨덴의 인구
- 스웨덴의 과학자 목록
- 스웨덴계 미국인